# Дальский, Антон Михайлович
Анто́н Миха́йлович Да́льский (31 июля 1922 года, Москва — 9 января 2014 года, Москва) — советский, российский учёный в области машиностроения, доктор технических наук, профессор.

## Биография

### Научно-педагогическая деятельность
Научно-педагогическую деятельность начал в МВТУ им. Н. Э. Баумана в 1949 году.
В 1969 году защитил диссертацию на соискание ученой степени доктора технических наук. С 1970 по 1984 год работал заведующим кафедрой «Технология металлов», а с 1984 по 1990 год — заведующим кафедрой «Технология механосборочного производства». В 1996 году под руководством А. М. Дальского в МГТУ начала работу лаборатория технологической наследственности. Им опубликовано более 150 научных работ.
Научные достижения А. М. Дальского связаны с разработкой учения о технологической наследственности при изготовлении деталей и сборке машин, созданием перспективных технологических процессов механической обработки резанием в прецизионном машиностроении. Научные положения и фундаментальные исследования А. М. Дальского представляют собой новое направление в технологии машиностроения и позволяют на основе изучения причинно-следственных отношений наиболее тесно связать процесс появления продукта труда с его состоянием в данный момент времени с целью управления технологическим процессом для обеспечения надежности деталей машин. Его труды получили широкое распространение на предприятиях высокоточного машиностроения, в особенности станкостроения, а также находят применение в научных исследованиях.
А. М. Дальский являлся организатором и председателем нескольких Всесоюзных конференций по технологическим проблемам, был руководителем Советской делегации на IV Международной конференции в Берлине «Управление качеством продукции и стандартизация на заводском уровне». По заданию Госкомитета по науке и технике при Совете министров СССР и Госплана СССР являлся председателем и членом комиссий по проведению экспертиз технологических проектов отечественных машиностроительных предприятий.
Проф. Дальский был председателем двух специализированных советов МГТУ им. Н. Э. Баумана по присуждению степеней доктора и кандидата технических наук, являлся членом Экспертного совета ВАК СССР, членом ряда ученых советов МГТУ им. Н. Э. Баумана.
Дальский подготовил 42 аспиранта, успешно защитивших кандидатские диссертации. Под его руководством выполнено более 40 научно-исследовательских работ для предприятий и институтов различных отраслей промышленности. Результаты большинства работ внедрены в производство. Являлся участником ВДНХ по шести выставочным работам (золотая и бронзовая медали). За выполнение научно-исследовательской работы в области высокоточных прецизионных шпинделей удостоен звания «Лауреат премии Совета министров СССР» (1984). В 1981 году удостоен почетного звания «Заслуженный деятель науки и техники РСФСР».
Научные труды проф. Дальского в области технологической наследственности, как одного из методов повышения надежности машин, нашли отражение в специальных технологических лекционных курсах. Под руководством проф. Дальского проведено пять учебно-методических конференций. Учебник «Технология конструкционных материалов», выпущенный под его редакцией (четыре издания) признан базовым для машиностроительных специальной вузов. Профессор Дальский проводил большую учебно-методическую и учебно-организационную работу, являясь членом ряда методических советов и комиссий как в МГТУ им. Н. Э. Баумана, так и учебно-методическом объединении вузов страны по проблемам технологии машиностроения.

### Некоторые публикации
- Технология машиностроения : учебник для вузов : в 2 т. / Бурцев В. М., Васильев А. С., Гемба И. Н. [и др.]; ред. Дальский А. М., Кондаков А. И. — 3-е изд., испр. и перераб. — М. : Изд-во МГТУ им. Н. Э. Баумана, 2011. — ISBN 978-5-7038-3444-2.

### Награды и премии
- Заслуженный деятель науки и техники РСФСР — 1981 год
- Премия Совета Министров СССР — 1984 год
- Орден «Знак Почёта»
- Премия Правительства Российской Федерации в области образования — 2002 год[2]